# Prunus
Prunus ist eine Pflanzengattung innerhalb der Familie der Rosengewächse (Rosaceae). In der Systematik stellt sie die einzige Gattung in der Tribus Amygdaleae (Steinobstgewächse) dar. Die Gattung Prunus umfasst mehr als 200 Arten. Ein Teil der Arten der Gattung wird in einer großen Vielfalt von Kultursorten kultiviert und sind von großer wirtschaftlicher Bedeutung, etwa Aprikosen, Pflaumen, Kirschen oder Mandeln.

## Beschreibung und Ökologie

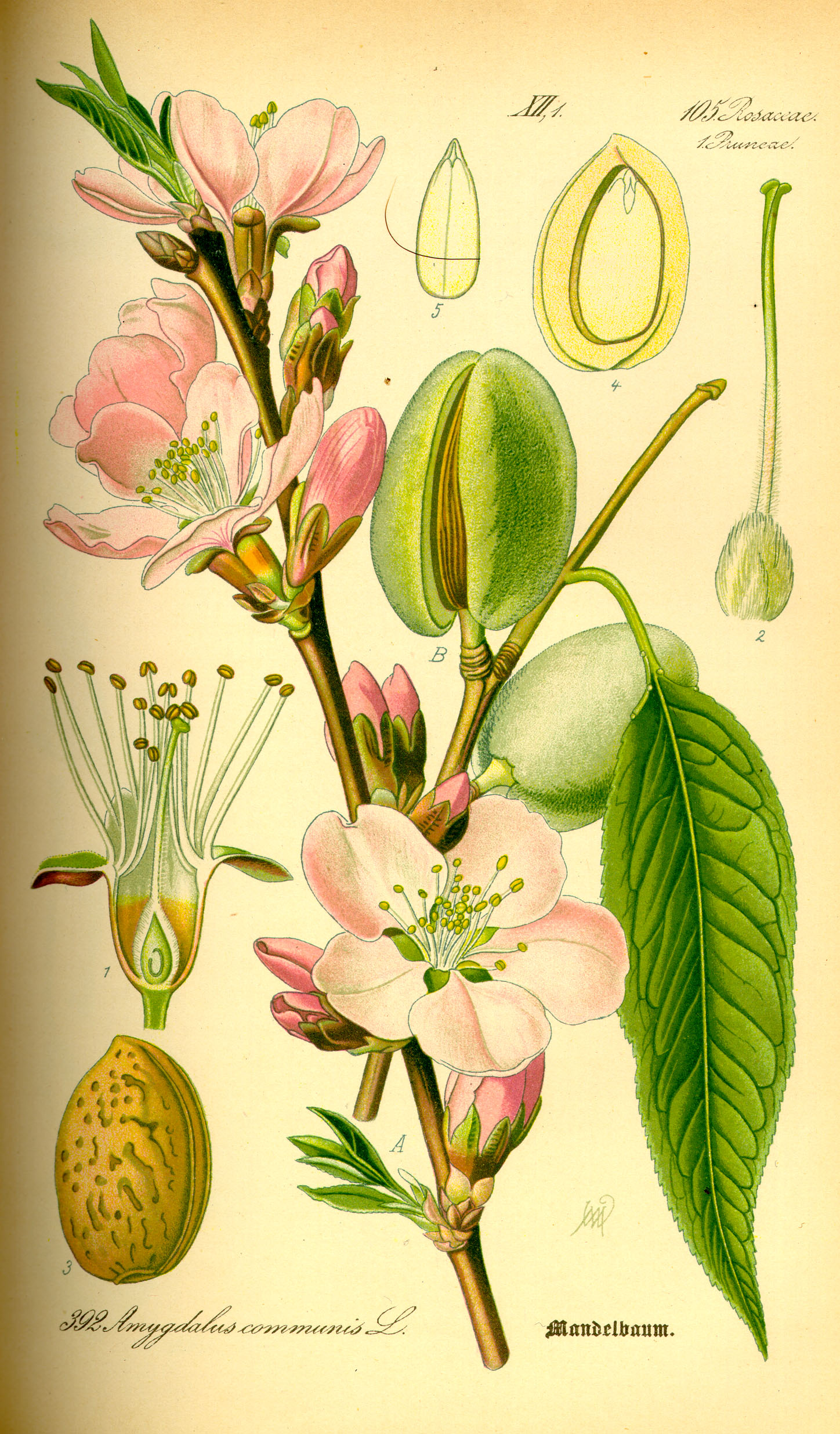
Illustration der Mandel (Prunus amygdalus)

### Vegetative Merkmale
Die Prunus-Arten sind laubabwerfende, selten immergrüne (Sektion Laurocerasus) Bäume und Sträucher und erreichen je nach Art Wuchshöhen von 0,3 bis 25 Metern. Der Stammdurchmesser kann mehrere Meter erreichen. Ein Teil der Arten trägt Dornen. Einige Arten bilden Wurzelsprosse.
Die wechselständig und schraubig, manchmal in Büscheln zusammenstehend, meist an den Zweigen verteilt angeordneten Laubblätter sind in Blattstiel und Blattspreite gegliedert. Die einfachen, flachen Blattspreiten sind je nach Art sehr unterschiedlich geformt, fieder- und netznervig und sind meist krautartig, seltener ledrig. Der Blattrand ist meistens gesägt, seltener glatt oder gelappt. Bei manchen Arten duften die Laubblätter aromatisch, beispielsweise nach Bittermandeln. Die Blattflächen sind meist nicht behaart. An Blattstiel und Spreite befinden sich oft sitzende oder gestielte extraflorale Nektarien. Am Blattstielende können sie als auffällige Drüsenhöcker in Erscheinung treten. Die zwei Nebenblätter sind bleibend oder hinfällig, nicht untereinander und nicht mit dem Blattstiel verwachsen.

### Generative Merkmale
Die Blüten stehen einzeln, oder meist zu wenigen bis vielen in end- oder seitenständigen, einfachen, traubigen, schirmtraubigen oder doldigen Blütenständen zusammen. Meist stehen sie an seitlichen Kurztrieben und erscheinen vor oder gleichzeitig mit den Blättern. Es sind keine Deckblätter vorhanden. Blütenstiele sind lang bis sehr kurz oder fehlen.

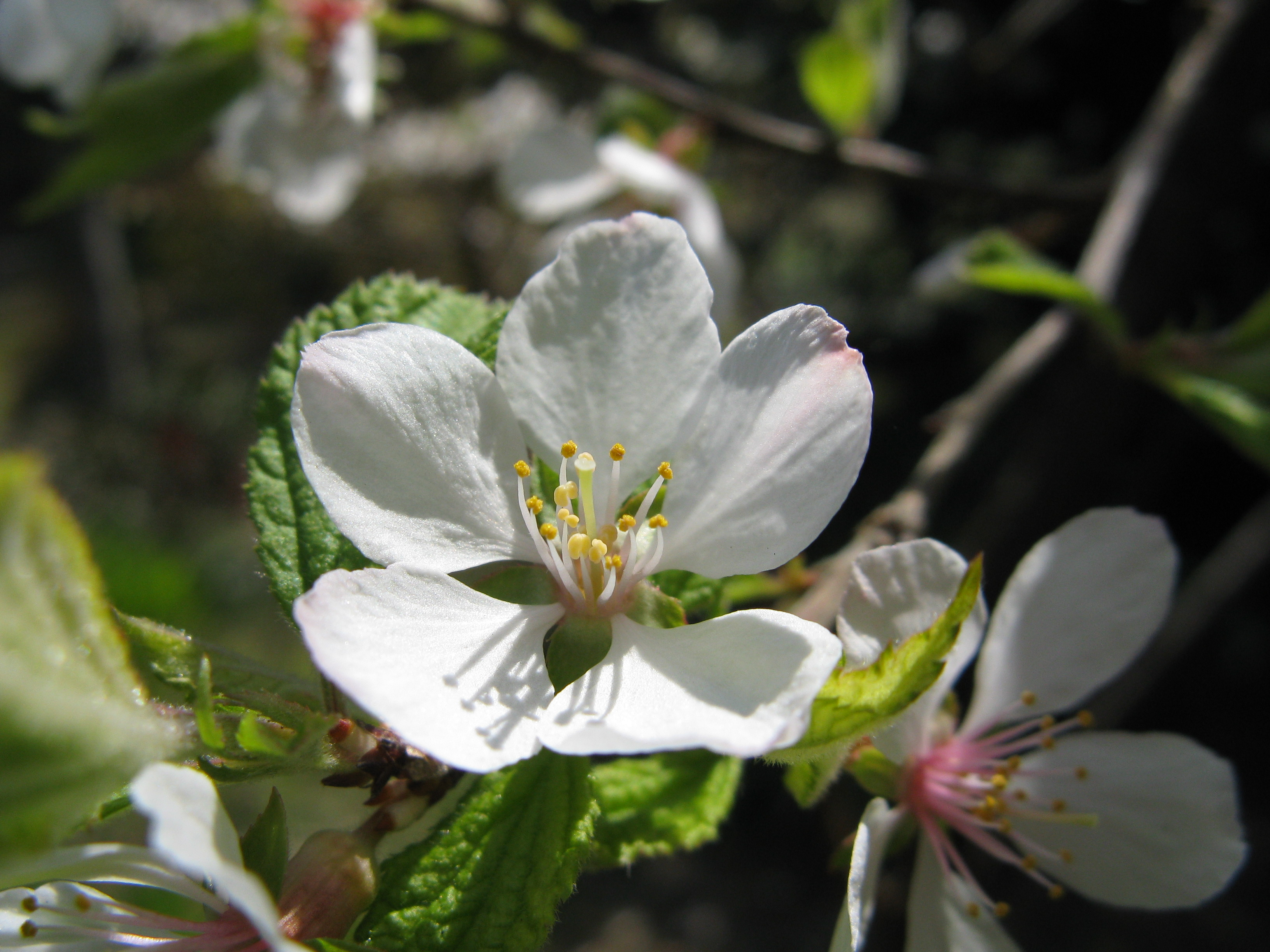
Fünfzählige Blüte von Prunus tomentosa. Gut zu erkennen sind die fünf genagelten Kronblätter.

Die meist zwittrigen, meist kurz gestielten Blüten sind radiärsymmetrisch und fünfzählig mit doppelter Blütenhülle (Perianth). Sie erscheinen oft vor den Blättern. Der mehr oder weniger behaarte Blütenbecher (Hypanthium) ist unterschiedlich geformt. Die fünf ausgebreiteten, grünen oder braunen bis roten, mehr oder weniger behaarten Kelchblätter bilden nach innen und unten meist Nektar und fallen nach der Anthese meist ab. Die fünf weißen bis rosafarbenen, freien, meist kahlen Kronblätter sind elliptisch bis kreisförmig, kurz genagelt und sie fallen vor dem Welken ab. Sie sind weiß bis rötlich oder gelblich. Es ist ein Diskus vorhanden, der öfters den Blütenbecher innen auskleidet. Die 10 bis 100 fertilen Staubblätter sind deutlich verschieden, untereinander frei und nicht mit den Kronblättern verwachsen. Das einzelne Fruchtblatt steht frei im Hypanthium, einer schützenden, becherartigen Röhrenstruktur, an deren äußerem Rand dann die Kelch- und Kronblätter ansitzen. Jedes mittelständige Fruchtblatt beherbergt ein oder zwei hängende, anatrope Samenanlagen. Bei gefüllten Blüten können auch zwei oder drei Fruchtblätter vorkommen. Der lange Griffel ist gerade bis konisch und endet in einer kopfigen oder schildförmigen Narbe. Die Bestäubung erfolgt durch Hymenoptera (Entomophilie).
Bei Prunus ist das Fruchtblatt an der Fruchtbildung beteiligt. Als Perikarp differenziert die Wand des Fruchtknotens in drei verschiedene Gewebezonen aus: Das Endokarp verholzt und bildet den meist einsamigen Stein, in dem dann der eigentliche Samen liegt. Das Mesokarp bildet das eigentliche Fruchtfleisch und das Exokarp erzeugt die abschließende Epidermis-Haut der Frucht. Dieser Aufbau ist typisch für die Steinfrüchte. Häufig wird das essbare Fruchtfleisch agrarwirtschaftlich genutzt – wie beispielsweise beim Pfirsich, teils auch der Samen – wie beim Mandelbaum. Die Früchte sind bei Reife gelb bis orange, rot bis purpurfarben oder fast schwarz. Die Früchte können behaart sein. Die Samen besitzen eine harte Samenschale (Testa) und können bei einigen Arten Amygdalin enthalten. Die Verbreitungseinheit (Diaspore) ist die Frucht, die noch vor der nächsten Vegetationsperiode vom Baum fällt und von vielen Tierarten (Zoochorie), besonders Vögeln verbreitet wird.

### Inhaltsstoffe und Chromosomenzahl
Die Samen sind häufig durch cyanogene Glykoside (hier meistens Amygdalin) giftig.
In Spross und Wurzeln kommt meist Prunasin vor, häufig auch in den Samen. Sorbitol wird in größeren Mengen gebildet.
Die Chromosomengrundzahl ist n = 8. Es wird von folgenden Ploidiegraden berichtet: 2, 3, 4, 6, oder 7 (di-, tri- bis heptaploid).

## Verbreitung
Die Prunus-Arten gedeihen vorwiegend in den Wäldern und Wüsten der Nordhalbkugel, eine nicht geringe Anzahl von Arten kommt in den Tropen vor.

## Systematik
Prunus (lateinisch für „Pflaumenbaum“) wurde früher als einzige Gattung der Unterfamilie Steinobstgewächse (Amygdaloideae) angesehen. Aufgrund molekulargenetischer Untersuchungen wird diese Gattung jedoch heute als Tribus Amygdaleae in die Unterfamilie Spiraeoideae gestellt.
Es gibt unterschiedliche Systematiken für diese Gattung. Teilweise wurden die Arten in mehrere Gattungen aufgeteilt, dies wird jedoch durch molekulargenetische Arbeiten nicht gestützt. Die bisherigen Gattungen Padus, Padellus, Cerasus, Amygdalus, Persica, Armeniaca und Laurocerasus sind demnach alle in Prunus integriert und gelten nur mehr als Synonyme. Die klassische Untergliederung in fünf Untergattungen wird durch molekulargenetische Untersuchungen nur teilweise gestützt, es fehlte jedoch eine Klassifikation, die nur monophyletische Taxa listet. Jetzt sind auch die 90 Arten der ehemaligen Gattung Pygeum und die fünf Arten der Gattung Maddenia hier eingegliedert. Eine neuere Klassifikation bietet Wen et al. 2008. Die Gattung enthält damit etwa 250 Arten.
Nur noch Synonyme für Prunus L. sind: Amygdalopersica Daniel, Amygdalophora M.Roem., Amygdalopsis M.Roem., Amygdalus L., Armeniaca Scop., Cerapadus Buia, Ceraseidos Siebold & Zucc., Cerasus Mill., Emplectocladus Torr., Lauro-cerasus Duhamel, Laurocerasus M.Roem., Maddenia Hook. f. & Thomson, Padellus Vassilcz., Padus Mill., Persica Mill., Pygeum Gaertn. Sie besitzen heute teilweise den Rang von Sektionen.

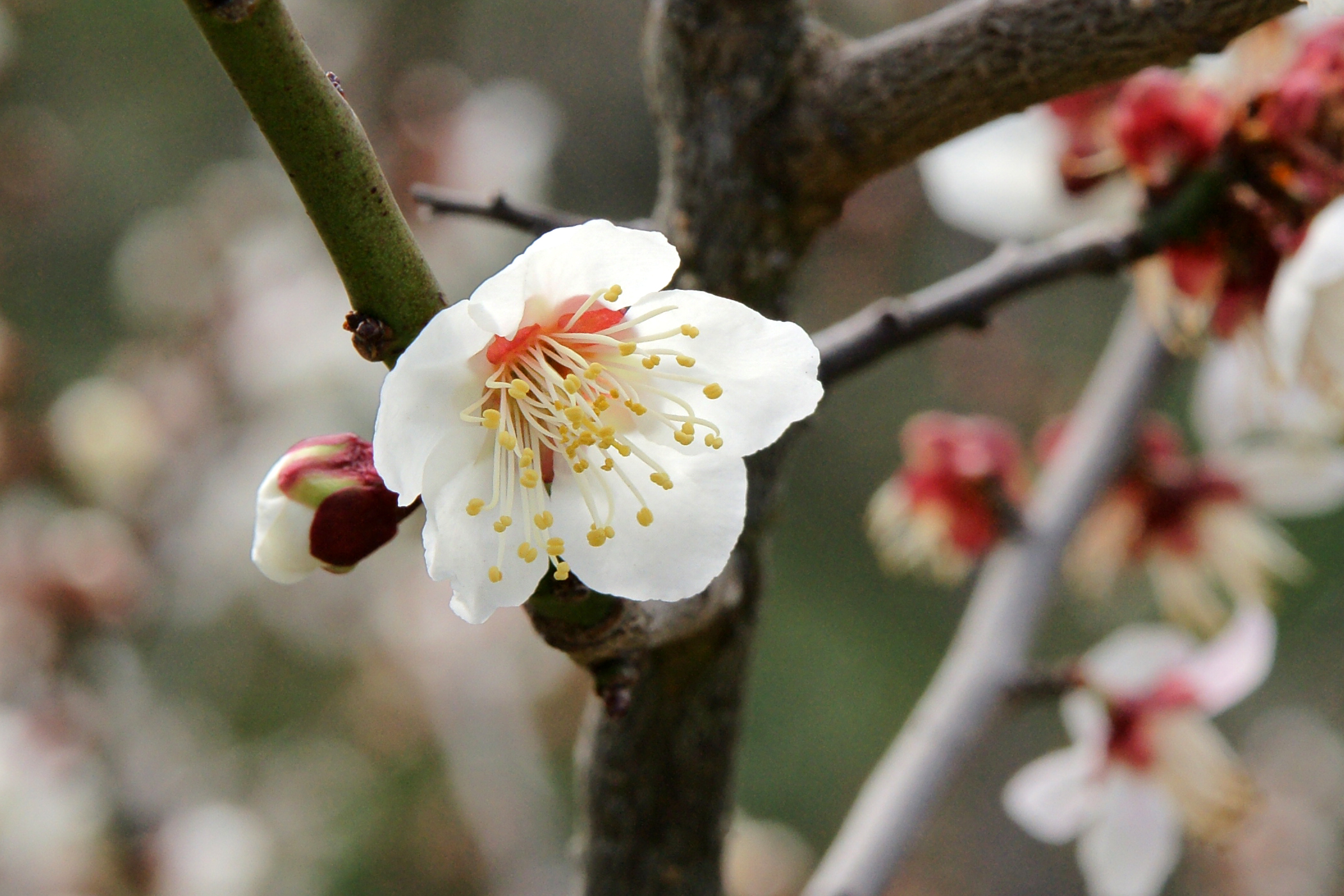
Sektion Armeniaca: Ume (Prunus mume)

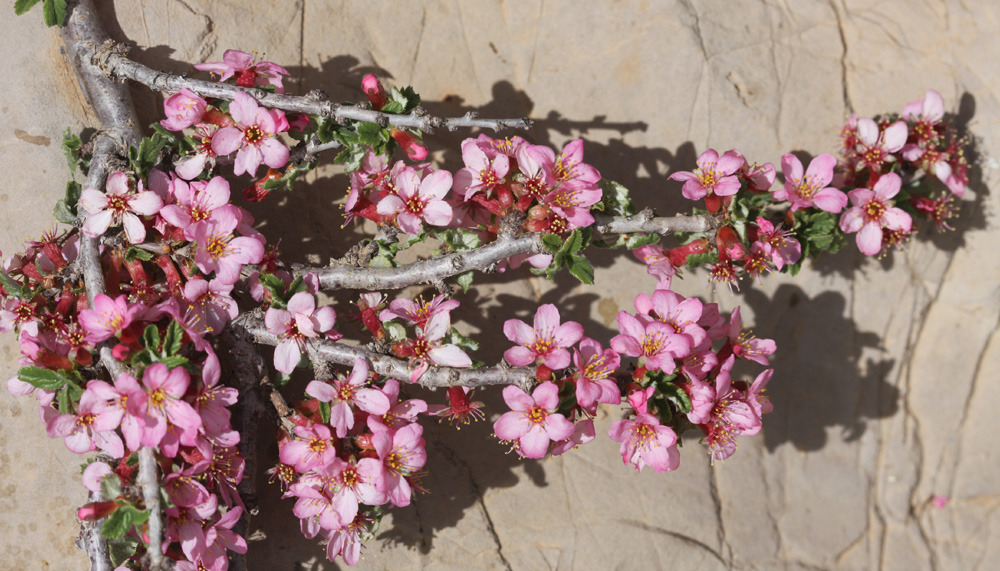
Sektion Microcerasus: Niederliegende Kirsche (Prunus prostrata)

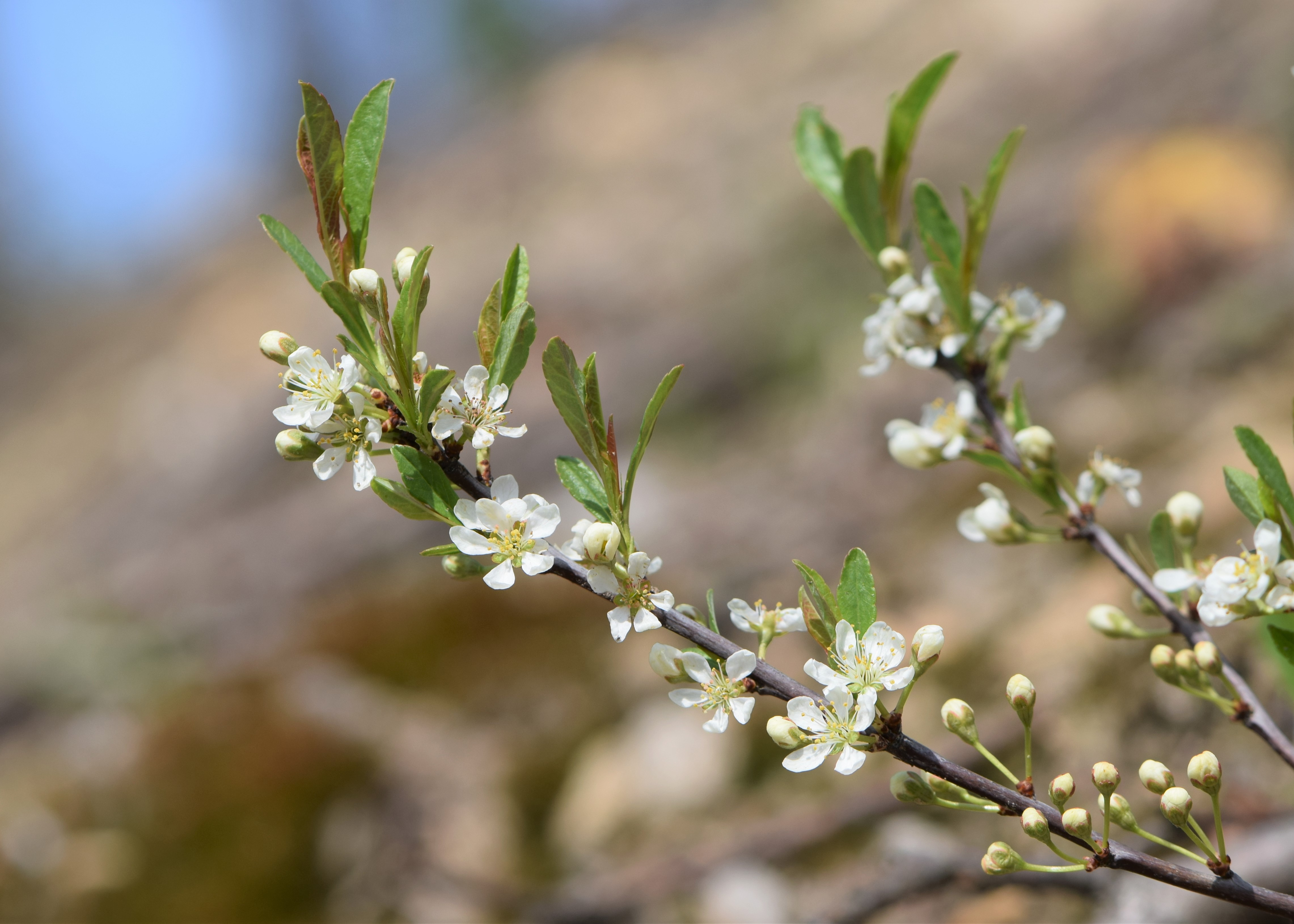
Sektion Penarmeniaca: Sand-Kirsche (Prunus pumila)

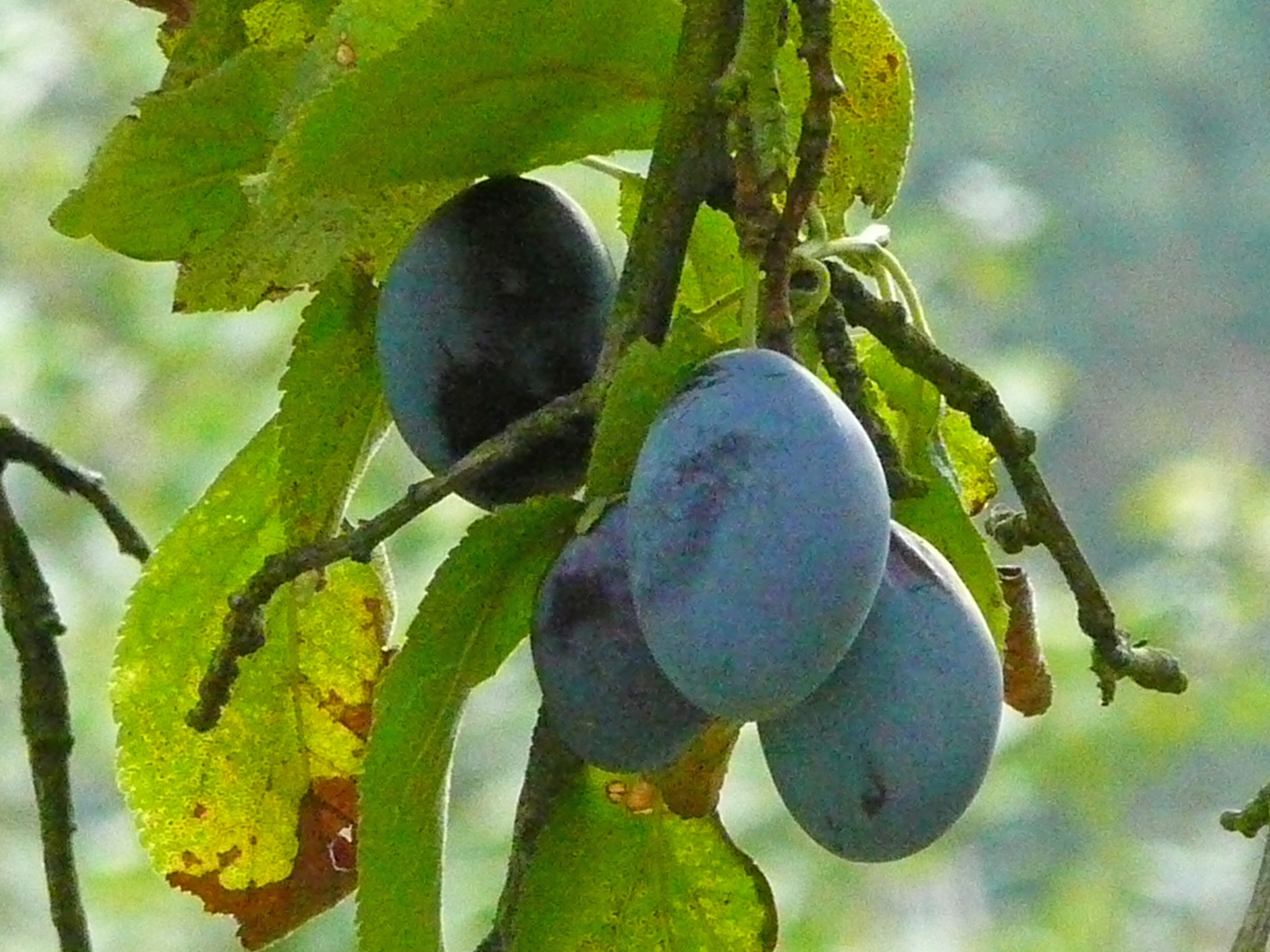
Sektion Prunus: Zwetschge (Prunus domestica)

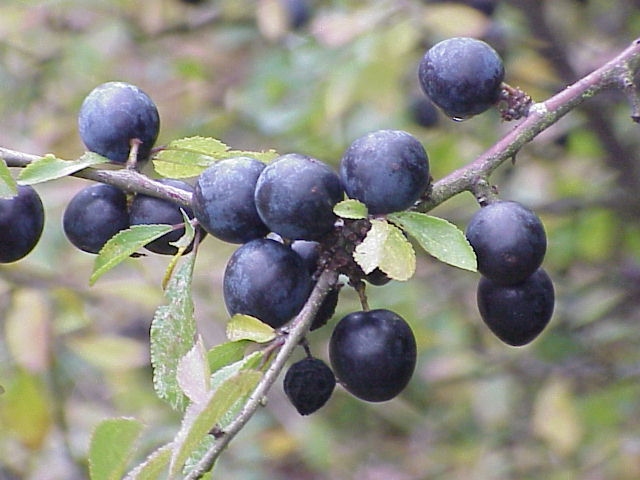
Sektion Prunus: Schlehdorn (Prunus spinosa)

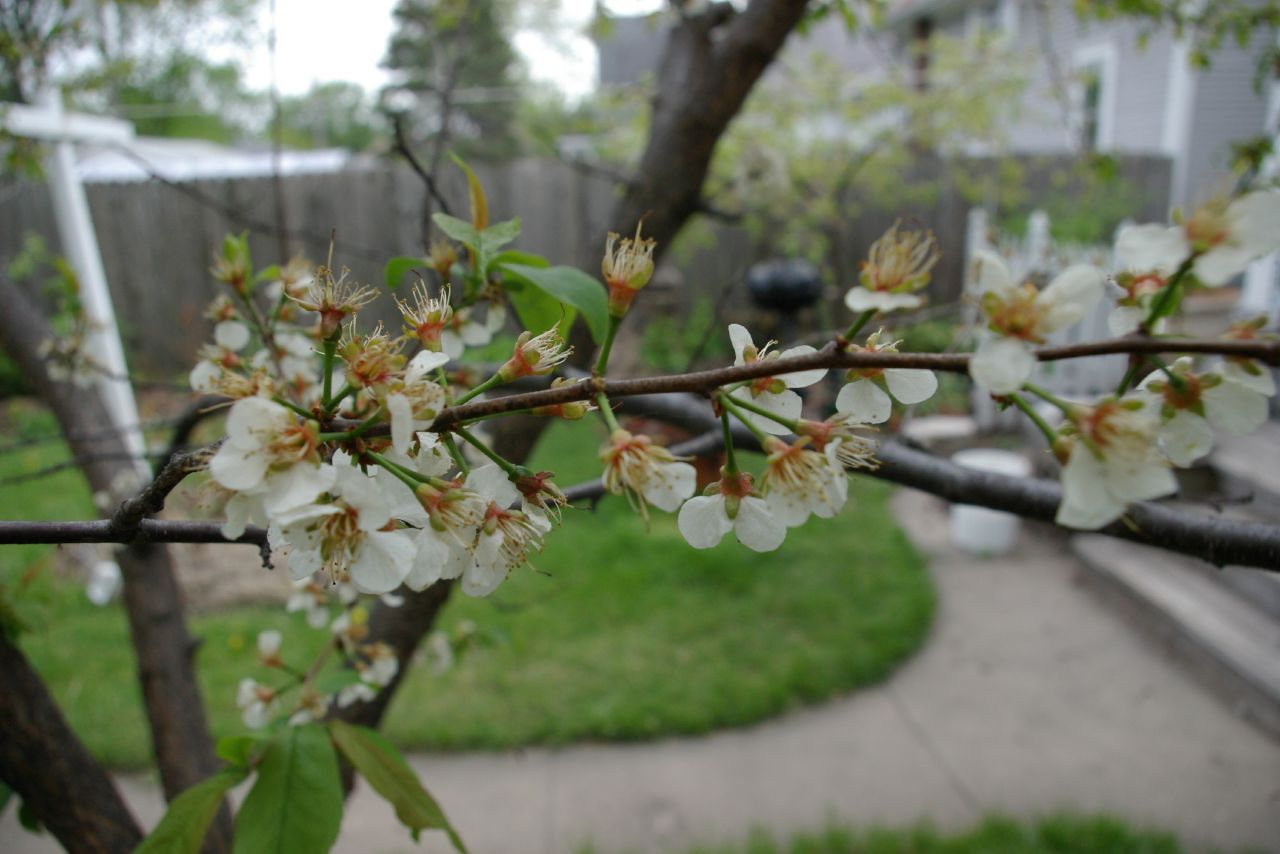
Sektion Prunocerasus: Amerikanische Wildpflaume (Prunus americana)

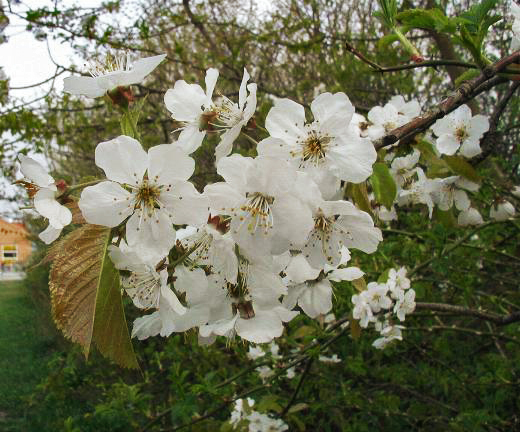
Sektion Cerasus: Vogelkirsche (Prunus avium)

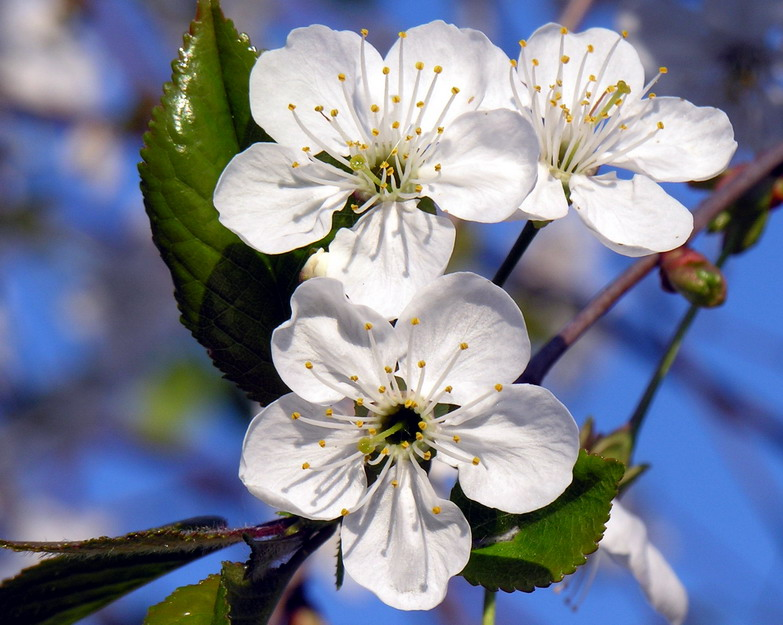
Sektion Cerasus: Sauerkirsche (Prunus cerasus)

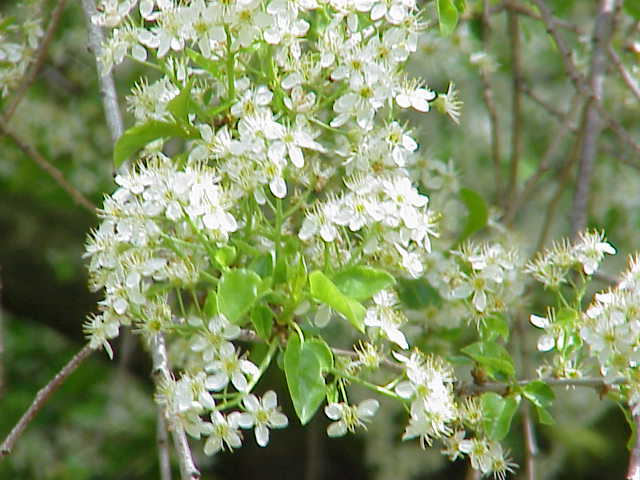
Sektion Cerasus: Steinweichsel (Prunus mahaleb)

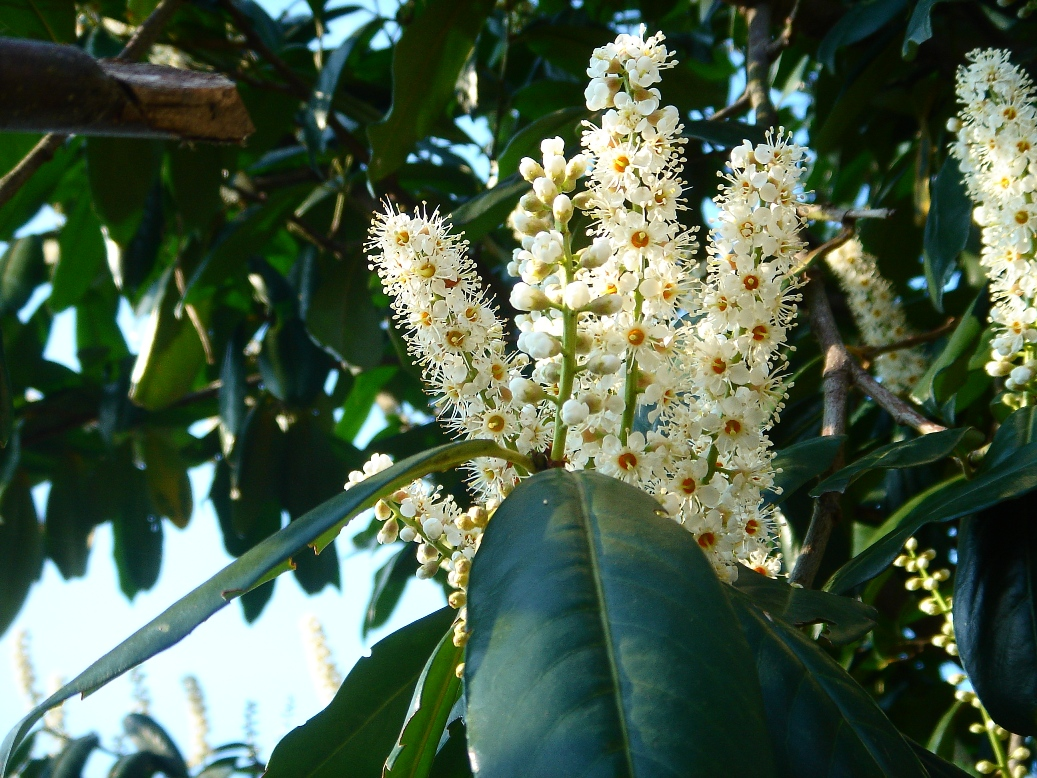
Sektion Laurocerasus: Lorbeerkirsche (Prunus laurocerasus)

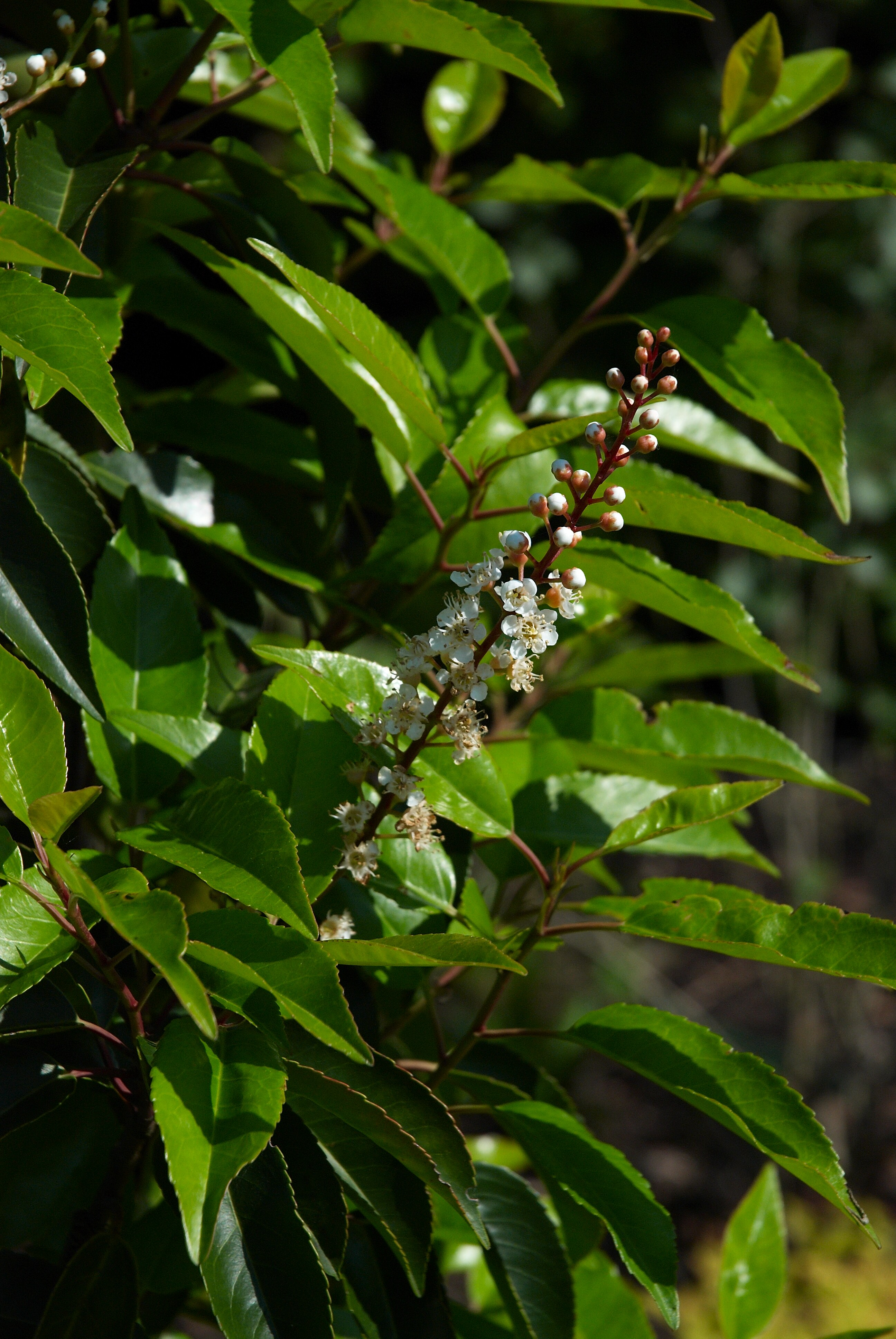
Sektion Laurocerasus: Portugiesische Lorbeerkirsche (Prunus lusitanica)

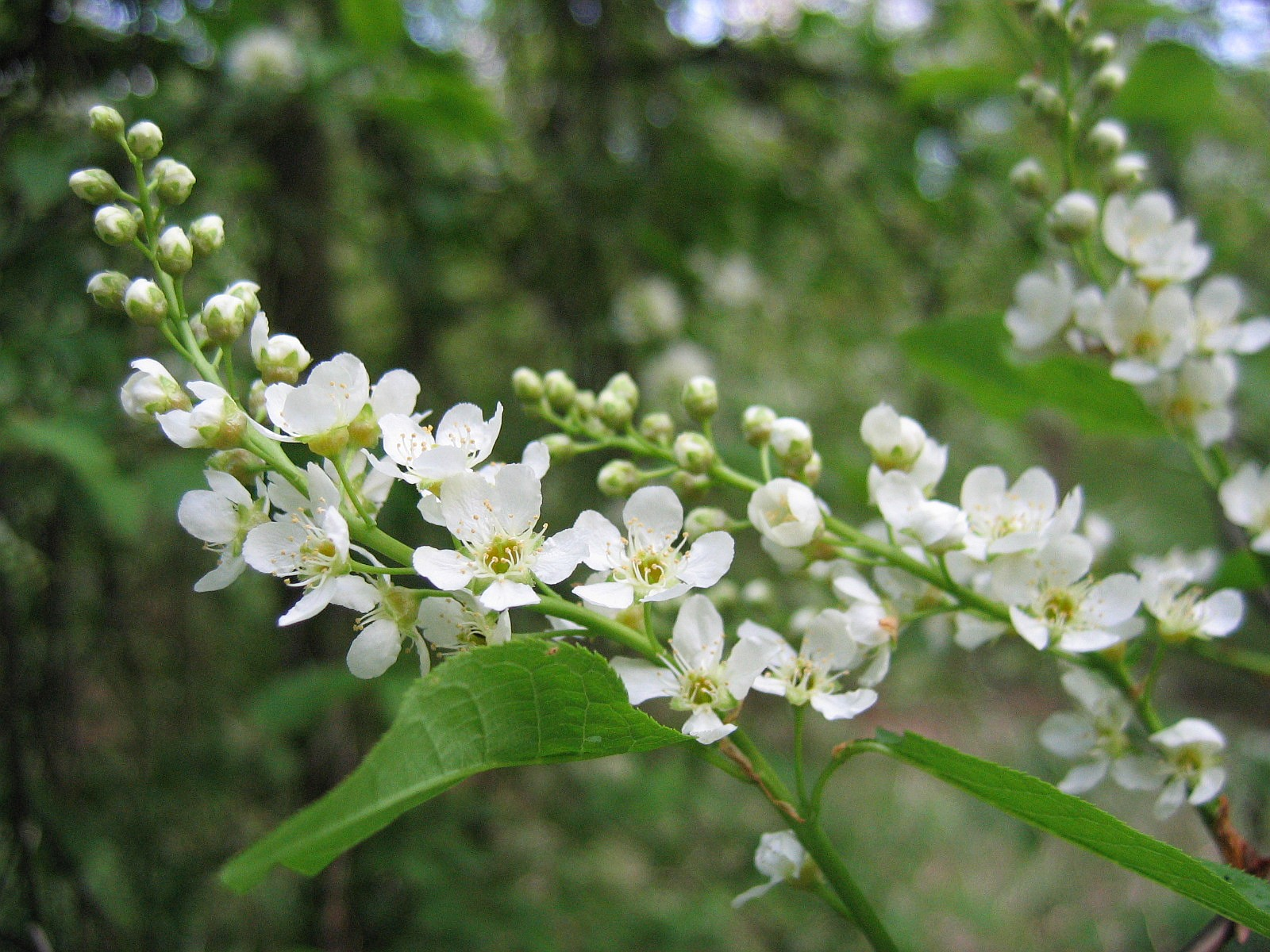
Sektion Laurocerasus: Gewöhnliche Traubenkirsche (Prunus padus)

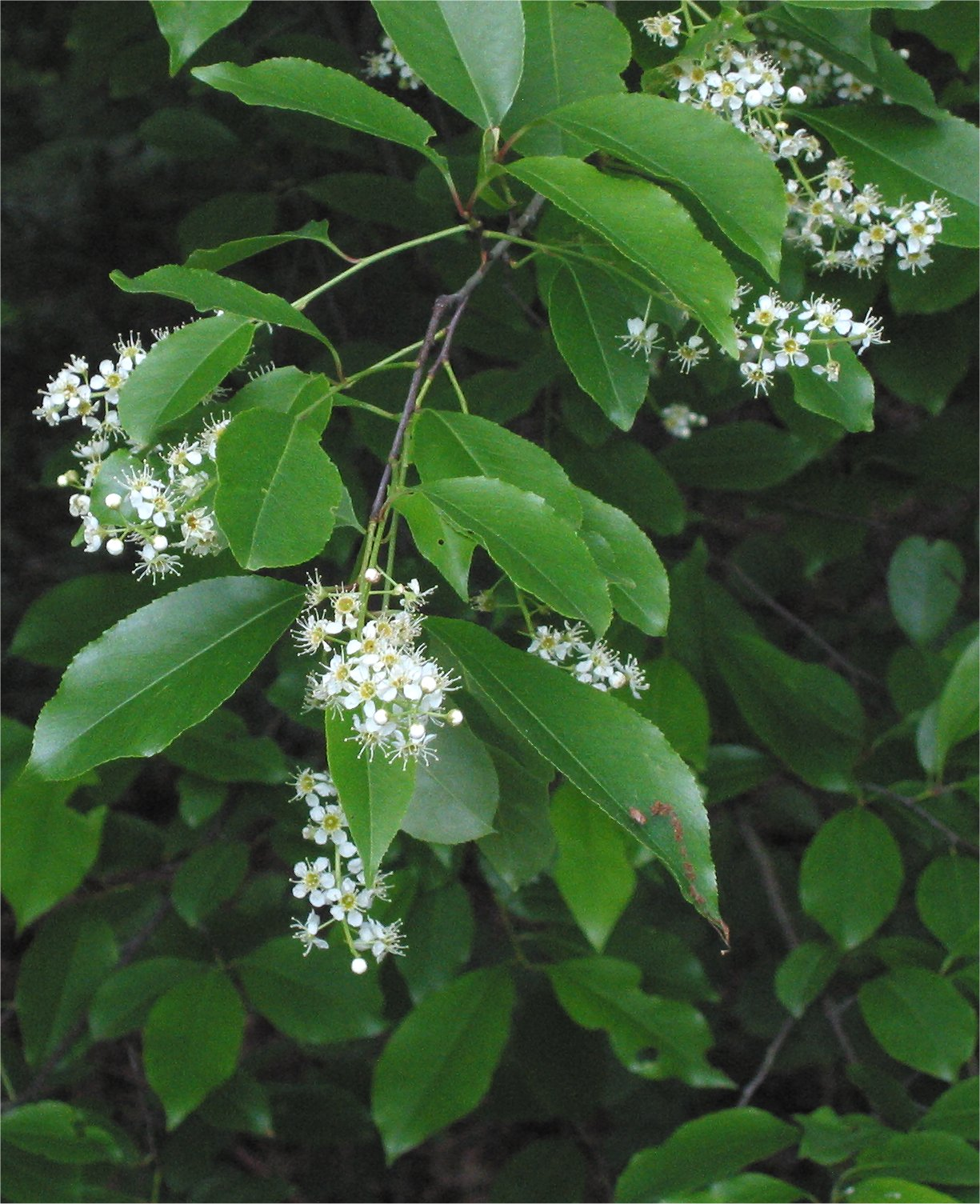
Sektion Laurocerasus: Späte Traubenkirsche (Prunus serotina)

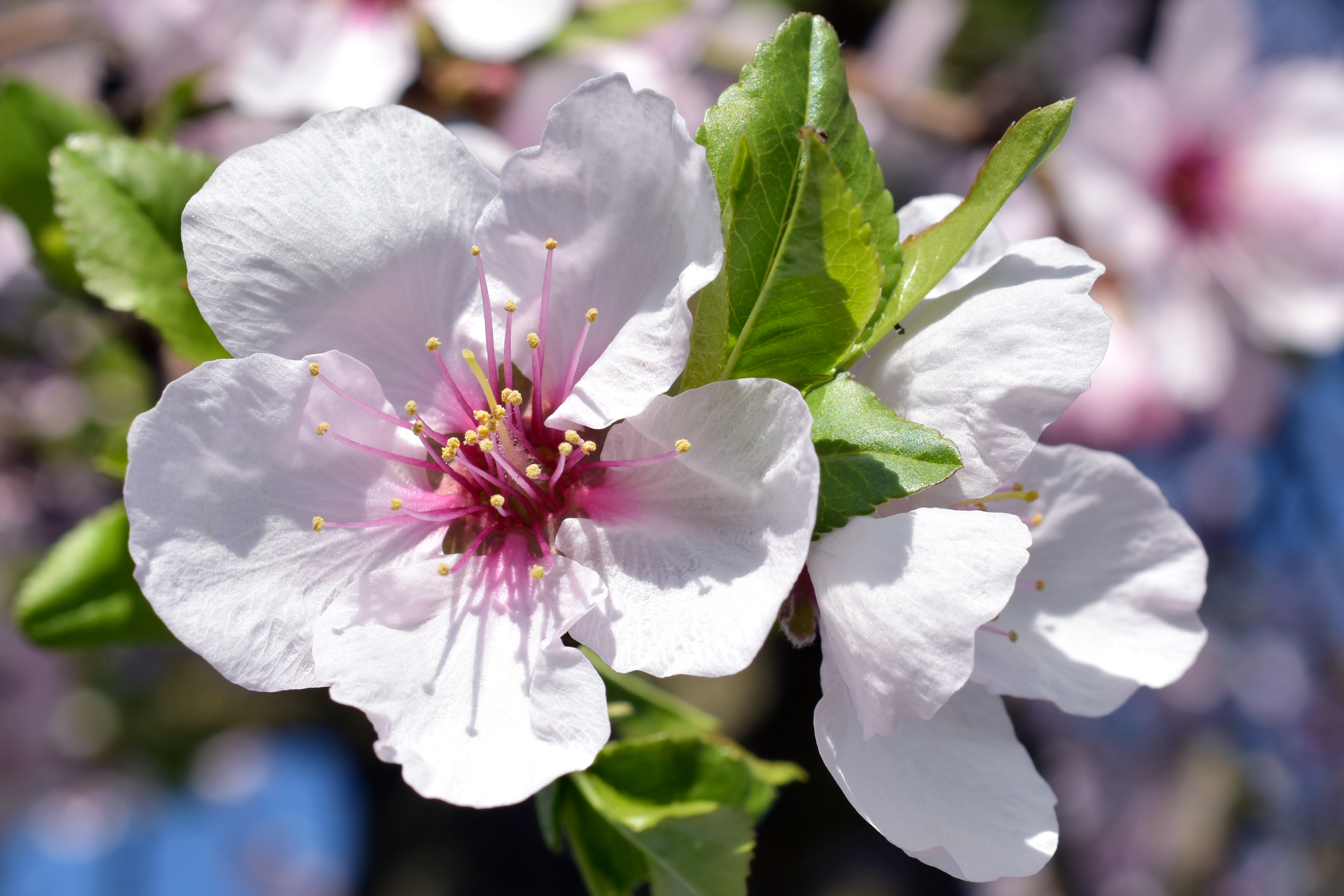
Untergattung Amygdalus: Mandel (Prunus amygdalus)

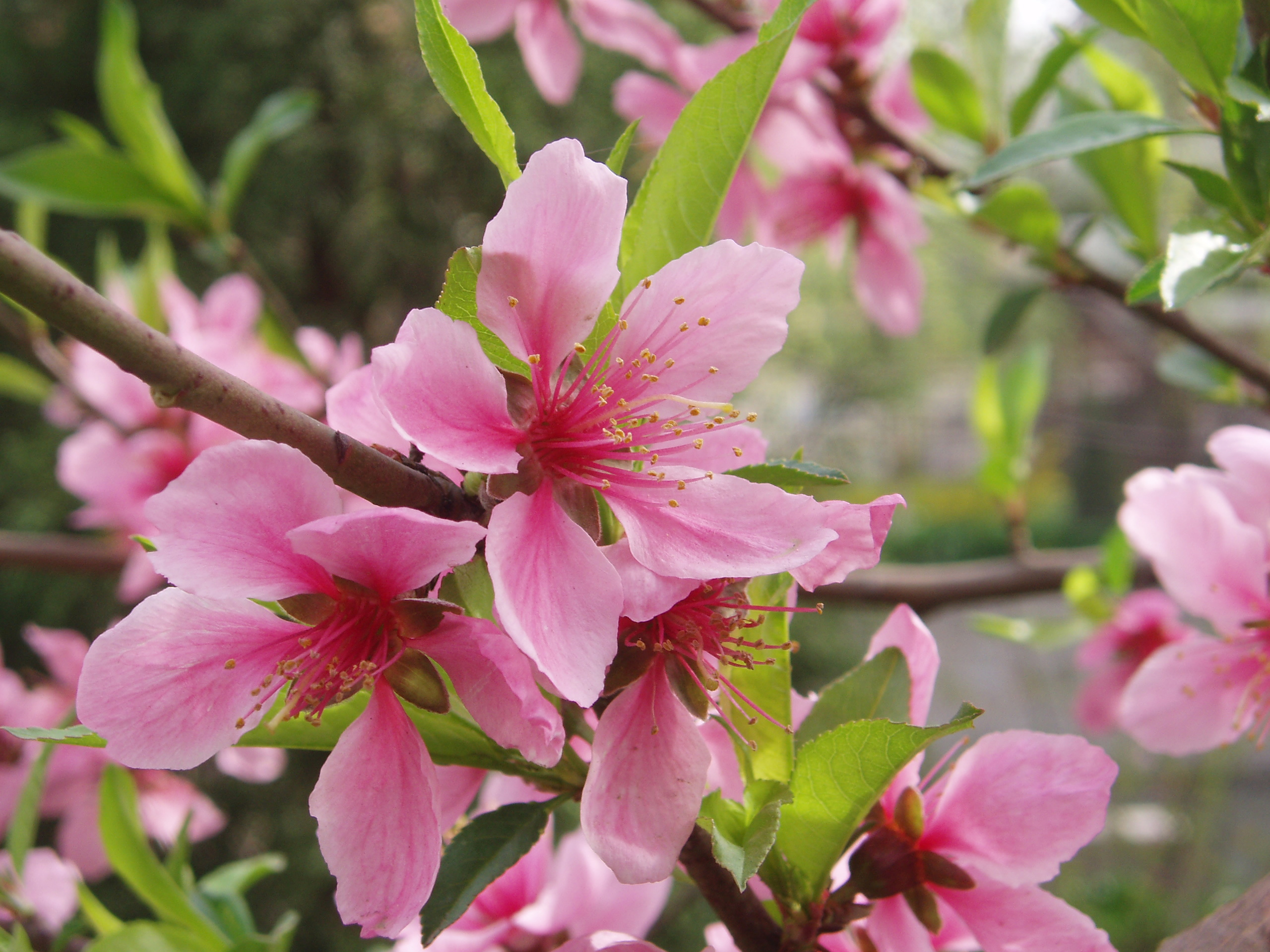
Untergattung Amygdalus: Pfirsich (Prunus persica)

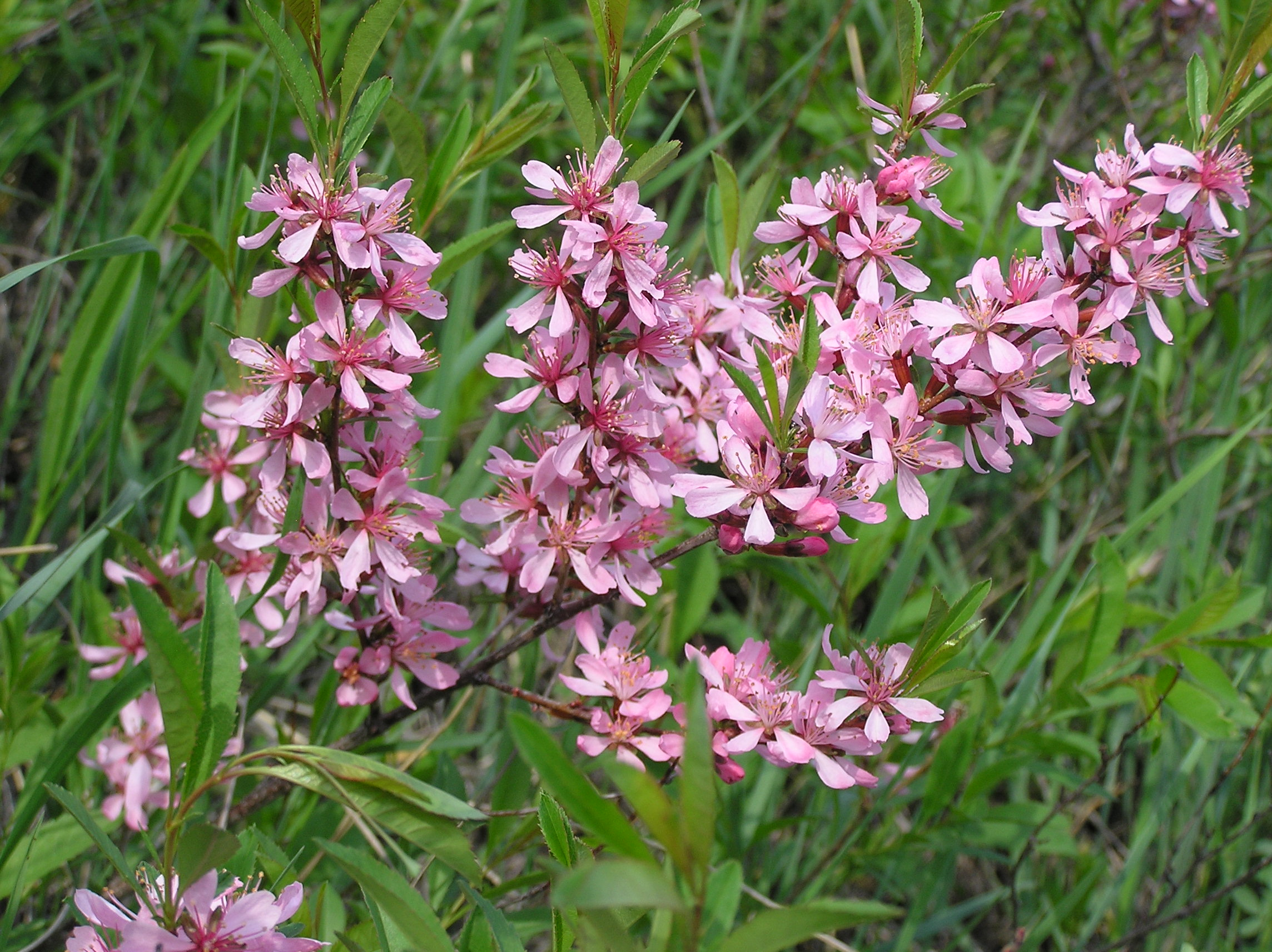
Untergattung Amygdalus: Zwerg-Mandel (Prunus tenella)

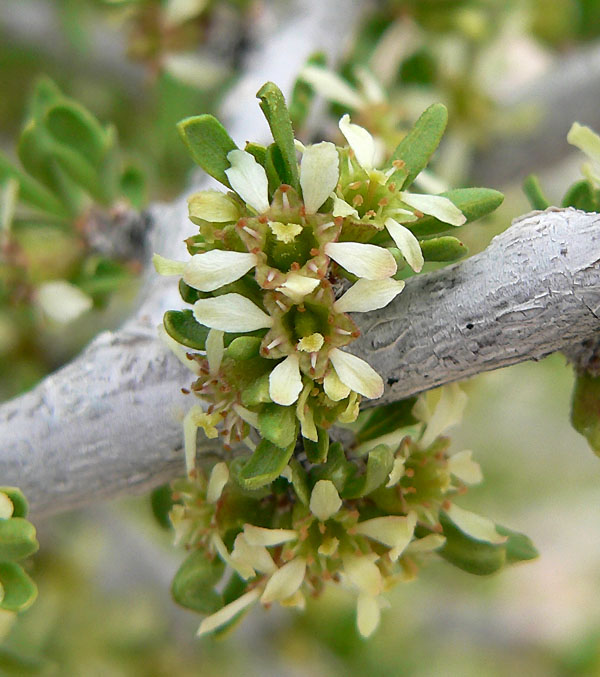
Untergattung Emplectocladus: Prunus fasciculata

Die Untergattungen und Sektionen mit ausgewählten Arten:
- Untergattung Prunus:[6]
  - Sektion Armeniaca (Scop.) Turcz.:[7]
    - Prunus ansu (Maxim.) Kom.: Sie kommt in China vor.[8]
    - Aprikose, Marille (Prunus armeniaca L.)
    - Prunus brigantina Vill.: Sie kommt nur in Frankreich vor.[8]
    - Prunus ×dasycarpa Ehrh.: Sie ist nur aus Kultur bekannt.[8]
    - Mandschurische Aprikose (Prunus mandshurica (Maxim.) Koehne): Sie kommt in China, Korea und in Russlands Fernem Osten vor.[8]
    - Ume (Prunus mume Siebold & Zucc., Syn.: Armeniaca mume Siebold): Sie kommt in vier Varietäten nur in den chinesischen Provinzen westliches Sichuan sowie westliches Yunnan vor. Sie wird in einigen Gebieten Asiens angepflanzt.[9]
    - Sibirische Aprikose (Prunus sibirica L.)

  - Sektion Microcerasus:[10]
    - Prunus besseyi L.H.Bailey: Sie kommt in Kanada und in den Vereinigten Staaten vor.[8]
    - Prunus bifrons Fritsch: Sie kommt in Afghanistan, Pakistan, Indien, Kirgisistan und Tadschikistan vor.[8]
    - Prunus glandulosa Thunb.: Sie kommt in China vor.[8]
    - Prunus humilis Bunge: Sie kommt in China vor.[8]
    - Prunus jacquemontii Hook. f.: Sie kommt in Afghanistan, Pakistan, Indien und in Tadschikistan vor.[8]
    - Prunus japonica Thunb.: Sie kommt in China und in Korea vor.[8]
    - Prunus microcarpa C.A.Mey.: Sie kommt im Kaukasusraum und in Westasien vor.[8]
    - Niederliegende Kirsche (Prunus prostrata Labill.)
    - Prunus tomentosa Thunb.: Sie kommt in Indien, China, Korea und in der Mongolei vor.[8]

  - Sektion Penarmeniaca:[11]
    - Prunus andersonii A.Gray: Sie kommt in Kalifornien und in Nevada vor.[8]
    - Prunus fremontii S.Watson: Sie kommt in Kalifornien und im mexikanischen Baja California vor.[8]
    - Sand-Kirsche (Prunus pumila L.): Sie ist in Nordamerika beheimatet.

  - Sektion Prunus:[12]
    - Prunus bokhariensis Royle ex C.K.Schneid.: Sie kommt in Indien und in Pakistan vor.[8]
    - Kirschpflaume (Prunus cerasifera Ehrh.)
    - Prunus cocomilia Ten.: Sie kommt in Südosteuropa und in Westasien vor.[8]
    - Prunus consociiflora C.K.Schneid.: Sie kommt nur in der chinesischen Provinz Hubei vor.[8]
    - Pflaume (Prunus domestica L.)
    - Chinesische Pflaume (Prunus salicina Lindl.)
    - Schlehdorn (Prunus spinosa L.)
    - Prunus ursina Kotschy: Sie kommt in der Türkei, in Syrien, im Libanon und in Israel vor.[8]
    - Alutscha (Prunus vachuschtii Bregadze): Sie kommt in Transkaukasien und Kleinasien vor.[8][13]

  - Sektion Prunocerasus:[14][15] Mit etwa 18 Arten in Nordamerika:
    - Amerikanische Wildpflaume (Prunus americana Marshall)
    - Prunus angustifolia Marshall: Sie kommt in den Vereinigten Staaten vor.[8]
    - Prunus geniculata R.M.Harper: Dieser Endemit kommt nur in Florida vor.[8]
    - Prunus gracilis Engelm. & A.Gray: Sie kommt in den Vereinigten Staaten vor.[8]
    - Prunus hortulana L.H.Bailey: Sie kommt in den nördlichen, zentralen und östlichen Vereinigten Staaten vor.[8]
    - Prunus maritima Marshall: Sie kommt im östlichen Kanada und in den östlichen Vereinigten Staaten vor.[8]
    - Prunus mexicana S.Watson: Sie kommt in den Vereinigten Staaten und in den mexikanischen Bundesstaaten Coahuila und Nuevo León vor.[8]
    - Prunus murrayana E.J.Palmer: Sie kommt in Texas vor.[8]
    - Prunus nigra Aiton: Sie kommt in den nördlichen Vereinigten Staaten und in Kanada vor.[8]
    - Prunus rivularis Scheele (Syn.: Prunus munsoniana W.Wight & Hedrick): Sie kommt in den zentralen und in den östlichen Vereinigten Staaten vor.[8]
    - Prunus subcordata Benth.: Sie kommt in Oregon und in Kalifornien vor.[8]
    - Prunus texana Dietr.: Sie kommt in Texas vor.[8]
    - Prunus umbellata Elliot (Syn.: Prunus alleghaniensis Porter): Sie kommt in den östlichen Vereinigten Staaten und in Texas vor.[8]
- Untergattung Cerasus (Mill.) A.Gray:[16] Mit zwei Sektionen:
  - Sektion Cerasus:[17]
    - Prunus alaica (Pojark.) Gilli: Sie kommt nur in Tadschikistan vor.[8]
    - Prunus apetala (Siebold & Zucc.) Franch. & Sav: Sie kommt nur in Japan vor.[8]
    - Vogel-Kirsche, Süßkirsche (Prunus avium (L.) L.)
    - Taiwan-Kirsche (Prunus campanulata Maxim.)
    - Prunus canescens Bois: Sie kommt in den chinesischen Provinzen Hubei und Sichuan vor.[8]
    - Prunus cerasoides D.Don: Sie kommt in Sri Lanka, Indien, Nepal, Bhutan, Laos, Myanmar, Thailand, Vietnam und in China vor.[8]
    - Sauerkirsche, Weichsel (Prunus cerasus L.)
    - Prunus clarofolia C.K.Schneid.: Sie kommt in China vor.[8]
    - Prunus concinna Koehne: Sie kommt in China vor.[8]
    - Prunus conradinae Koehne: Sie kommt in China vor.[8]
    - Prunus cyclamina Koehne: Sie kommt in China vor.[8]
    - Prunus dielsiana C.K.Schneid.: Sie kommt in China vor.[8]
    - Prunus emarginata (Douglas) Eaton: Sie kommt in British Columbia, in den westlichen Vereinigten Staaten, in New Mexico und im mexikanischen Bundesstaat Baja California vor.[8]
    - Zwerg-Kirsche, Steppen-Kirsche (Prunus fruticosa Pall.)
    - Prunus glandulifolia Rupr. & Maxim.: Dieser Endemit kommt nur im russischen Oblast Amur vor.[8]
    - Prunus himalaica Kitam.: Sie kommt in Sikkim und in Nepal vor.[8]
    - Prunus incisa Thunb.: Dieser Endemit kommt nur auf der japanischen Insel Honshū vor.[8]
    - Prunus itosakura Siebold: Aus Korea und Japan.
    - Prunus leveilleana Koehne: Sie kommt in China, Japan und in Korea vor.[8]
    - Amur-Kirsche (Prunus maackii Rupr.)
    - Steinweichsel, Felsen-Kirsche (Prunus mahaleb L.)
    - Prunus maximowiczii Rupr.
    - Prunus meyeri Rehder: Sie kommt in Korea vor.[8]
    - Prunus nipponica Matsum.: Sie kommt in Japan, auf den Kurilen und auf Sachalin vor.[8]
    - Prunus pensylvanica L. f.: Sie kommt in Kanada und in den Vereinigten Staaten vor.[8]
    - Prunus pleiocerasus Koehne: Sie kommt in den chinesischen Provinzen Sichuan und Yunnan vor.[8]
    - Prunus pseudocerasus Lindl.: Sie kommt in China vor.[8]
    - Prunus rufa Hook. f.: Sie kommt in Indien, Nepal, Bhutan und Myanmar vor.[8]
    - Berg-Kirsche (Prunus sargentii Rehder): Sie kommt auf Hokkaidō, Korea und im fernöstlichen Russland vor.[8]
    - Mahagoni-Kirsche (Prunus serrula Franch.): Sie kommt in China vor.[8]
    - Japanische Blütenkirsche (Prunus serrulata Lindl.)
    - Prunus setulosa Batalin: Sie kommt in China vor.[8]
    - Prunus speciosa (Koidz.) Ingram: Dieser Endemit kommt nur auf der japanischen Insel Honshū vor.[8]
    - Prunus stipulacea Maxim.: Sie kommt in den chinesischen Provinzen Gansu, Shaanxi, Sichuan und Qinghai vor.[8]
    - Higankirsche (Prunus subhirtella Miq.): Sie kommt in Japan vor.[8]
    - Prunus takasagomontana Sasaki: Sie kommt auf Taiwan vor.[8]
    - Prunus takesimensis Nakai: Sie kommt in Korea vor.[8]
    - Prunus trichostoma Koehne: Sie kommt in den chinesischen Provinzen Hubei, Gansu, Sichuan, Qinghai, Yunnan und Xizang vor.[8]
    - Prunus ×tschonoskii Koehne = Prunus apetala × Prunus leveilleana, sie kommt in Japan vor.[8]
    - Prunus turcomanica (Pojark.) Gilli: Sie kommt im Iran und in Turkmenistan vor.[8]
    - Prunus verecunda (Koidz.) Koehne: Sie kommt in Japan und in Korea vor.[8]
    - Prunus yedoensis Matsum: Dieser Endemit kommt nur auf der koreanischen Insel Jejudo vor.[8]

  - Sektion Laurocerasus (einschließlich Pygeum Gaertn. und sect. Padus (Mill.) Turcz.):[18] Die traubigen Blütenstände enthalten viele relativ kleine Blüten. Nur in dieser Sektion gibt es immergrüne Arten mit ledrigen Blättern:
    - Prunus africana (Hook.f.) Kalkman: Sie kommt in Afrika, auf Madagaskar und auf den Komoren vor.[8]
    - Prunus brachypoda Batalin: Sie kommt in China vor.[8]
    - Prunus buergeriana Miq.: Sie kommt in Indien, Bhutan, Japan, Taiwan, Korea und in China vor.[8]
    - Prunus caroliniana (Mill.) Aiton: Sie kommt im südlichen Nordamerika vor.
    - Prunus ceylanica (Wight) Miq.: Sie kommt in Sri Lanka, Indien, Bangladesch, Nepal, Laos, Myanmar, Thailand, Vietnam, auf den Andamanen und auf den Nikobaren vor.[8]
    - Prunus cornuta (Wall. ex Royle) Steud.: Sie kommt in Afghanistan, Indien, Nepal, Bhutan und in Tibet vor.[8]
    - Prunus grayana Maxim.: Sie kommt in China und in Japan vor.[8]
    - Prunus grisea (Blume ex Müll. Berol.) Kalkman: Sie kommt in Indonesien, Malaysia, auf den Philippinen, in Myanmar, Vietnam, Thailand und Papua-Neuguinea vor.[8]
    - Prunus ilicifolia (Nutt. ex Hook. & Arn.) D.Dietr.: Sie kommt in Kalifornien und Niederkalifornien vor.
    - Prunus incana (Pall.) Batsch: Sie kommt in der Türkei und im Kaukasusraum vor.[8]
    - Prunus jenkinsii Hook. f. & Thomson: Sie kommt in Indien, Bangladesch, Myanmar, Bhutan und Yunnan vor.[8]
    - Lorbeerkirsche (Prunus laurocerasus L., Syn.: Prunus grandifolia Salisb.)
    - Portugiesische Lorbeerkirsche (Prunus lusitanica L.)
    - Prunus lyonii (Eastw.) Sarg.: Sie kommt in Kalifornien und im mexikanischen Bundesstaat Baja California vor.[8]
    - Prunus myrtifolia (L.) Urb. (Syn.: Prunus sphaerocarpa Sw.): Sie kommt in Südamerika, auf Inseln in der Karibik, in Mexiko und Florida vor.[8]
    - Prunus napaulensis (Ser.) Steud.: Sie kommt in Indien, Bhutan, Myanmar und in China vor.[8]
    - Prunus obtusata Koehne (Syn.: Prunus pubigera (C.K.Schneid.) Koehne, Prunus vaniotii H.Lév.): Sie kommt in Taiwan und in China vor.[8]
    - Gewöhnliche Traubenkirsche (Prunus padus L., Syn.: Prunus racemosa Lam.)
    - Prunus phaeosticta (Hance) Maxim.: Sie kommt in Indien, Bangladesch, Myanmar, Thailand, Vietnam, Taiwan und in China vor.[8]
    - Späte Traubenkirsche (Prunus serotina Ehrh., Syn.: Prunus capuli Cav., Prunus salicifolia Kunth, Prunus virens (Wooton & Standl.) Shreve)
    - Prunus spinulosa Siebold & Zucc.: Sie kommt in China und in Japan vor.[8]
    - Prunus ssiori F.Schmidt: Sie kommt in Japan, auf den Kurilen und auf Sachalin vor.[8]
    - Prunus turneriana (F.M.Bailey) Kalkman: Sie kommt in Queensland und in Papua-Neuguinea vor.[8]
    - Prunus undulata Buch.-Ham. ex D.Don (Syn.: Prunus acuminata (Wall.) D.Dietr., Prunus wallichii Steud.): Sie kommt in Indien, Nepal, Bhutan, Bangladesch, Indonesien, Laos, Thailand, Myanmar, Vietnam und in China vor.[8]
    - Virginische Traubenkirsche (Prunus virginiana L.)
    - Prunus wilsonii (Diels ex C.K.Schneid.) Koehne (Syn.: Prunus rufomicans Koehne): Sie kommt in China vor.[8]
    - Prunus zippeliana Miq.: Sie kommt in Japan, Vietnam, Taiwan und in China vor.[8]

- Untergattung Amygdalus (L.) Focke:[19]
  - Mandel (Prunus amygdalus Batsch)
  - Prunus arabica (Olivier) Meikle: Sie kommt in Westasien und auf der Arabischen Halbinsel vor.[8]
  - Silber-Mandel (Prunus argentea (Lam.) Rehder)
  - Prunus brahuica (Boiss.) Aitch. & Hemsl.: Sie kommt in Afghanistan, Pakistan, Tadschikistan, Usbekistan und Turkmenistan vor.[8]
  - Prunus bucharica (Korsh.) Hand.-Mazz.: Sie kommt in Afghanistan, Usbekistan, Kirgisistan und Tadschikistan vor.[8]
  - Prunus davidiana (Carrière) Franch.: Sie kommt in China vor.[8]
  - Prunus eburnea (Spach) Aitch.: Sie kommt im Iran und in Afghanistan vor.[8]
  - Fenzls Mandel (Prunus fenzliana Fritsch)
  - Prunus ferganensis (Kostov & Rjabov) Kovalev & Kostov: Sie kommt in Tadschikistan, Usbekistan, Kirgisistan und im uigurischen autonomen Gebiet Xinjiang vor.[8]
  - Prunus haussknechtii C.K.Schneid.: Sie kommt im Iran vor.[8]
  - Prunus havardii (W.Wight) S.C.Mason: Dieser Endemit kommt nur in Texas vor.[8]
  - Prunus kansuensis Rehder: Sie kommt in China vor.[8]
  - Prunus kuramica (Korsh.) Kitam.: Sie kommt in Afghanistan und in Pakistan vor.[8]
  - Prunus lycioides (Spach) C.K.Schneid.: Sie kommt in der Türkei und im Iran vor.[8]
  - Prunus microphylla (Kunth) Hemsl.: Sie kommt in Mexiko vor.[8]
  - Prunus minutiflora Engelm. ex A.Gray: Sie kommt in Texas und im mexikanischen Bundesstaat Chihuahua vor.[8]
  - Prunus mira Koehne: Sie kommt in Sichuan, Yunnan und Tibet vor.[8]
  - Prunus mongolica Maxim.: Sie kommt in China und in der Mongolei vor.[8]
  - Prunus pedunculata (Pall.) Maxim.: Sie kommt in Sibirien, in China und in der Mongolei vor.[8]
  - Pfirsich (Prunus persica (L.) Batsch)
  - Prunus petunnikowii (Litv.) Rehder: Sie kommt in Kasachstan vor.[8]
  - Prunus scoparia (Spach) C.K.Schneid.: Sie kommt in Afghanistan, im Iran und in Turkmenistan vor.[8]
  - Prunus spinosissima (Bunge) Franch.: Sie kommt auf der Krim, in Afghanistan im Iran und in Zentralasien vor.[8]
  - Prunus tangutica (Batalin) Koehne: Sie kommt in den chinesischen Provinzen Gansu und Sichuan vor.[8][9]
  - Zwerg-Mandel (Prunus tenella Batsch)
  - Prunus texana D.Dietr.: Sie kommt nur in Texas vor.[8]
  - Prunus trichamygdalus Hand.-Mazz.: Sie kommt in der Türkei, im Iran und in Aserbaidschan vor.[8]
  - Mandelbäumchen (Prunus triloba Lindl.): Die Heimat ist China und Korea.[8]
  - Prunus turcomanica (Lincz.) Kitam.: Sie kommt im Iran und in Turkmenistan vor.[8]
  - Prunus webbii (Spach) Vierh.: Sie kommt in Südeuropa und in der Türkei vor.[8]
  - Mandel-Pfirsich (Prunus ×persicoides (Ser.) M.Vilm. & Bois, Syn.: Prunus ×amygdalopersica (Weston) Rehder) = Prunus amygdalus × Prunus persica
- Untergattung Emplectocladus:[20] Kommt nur in Nordamerika vor:
  - Prunus fasciculata (Torr.) A.Gray: Sie kommt in Arizona, Kalifornien, Nevada, Utah und im mexikanischen Bundesstaat Baja California vor.[8]

## Nutzung

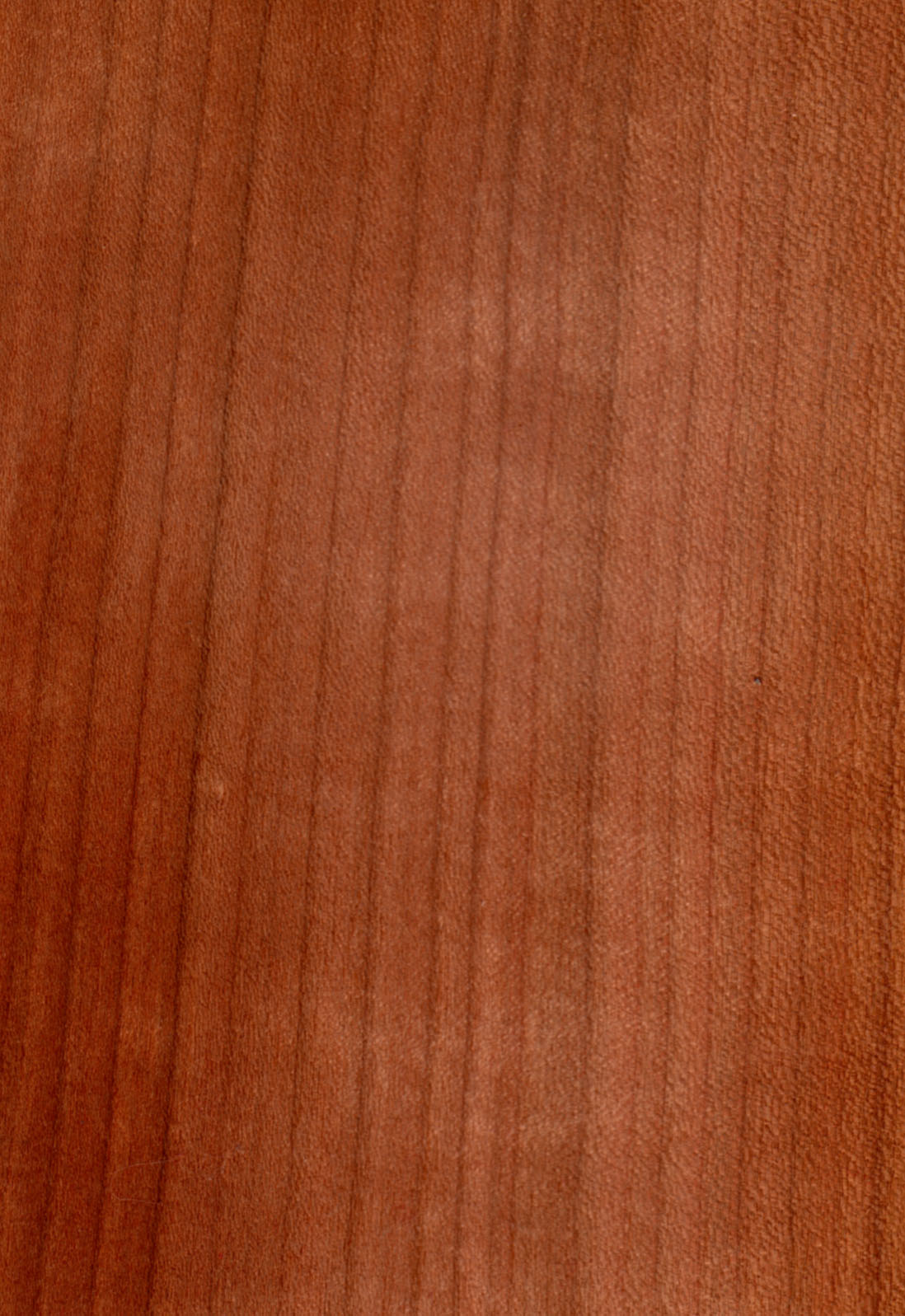
Kirschholz

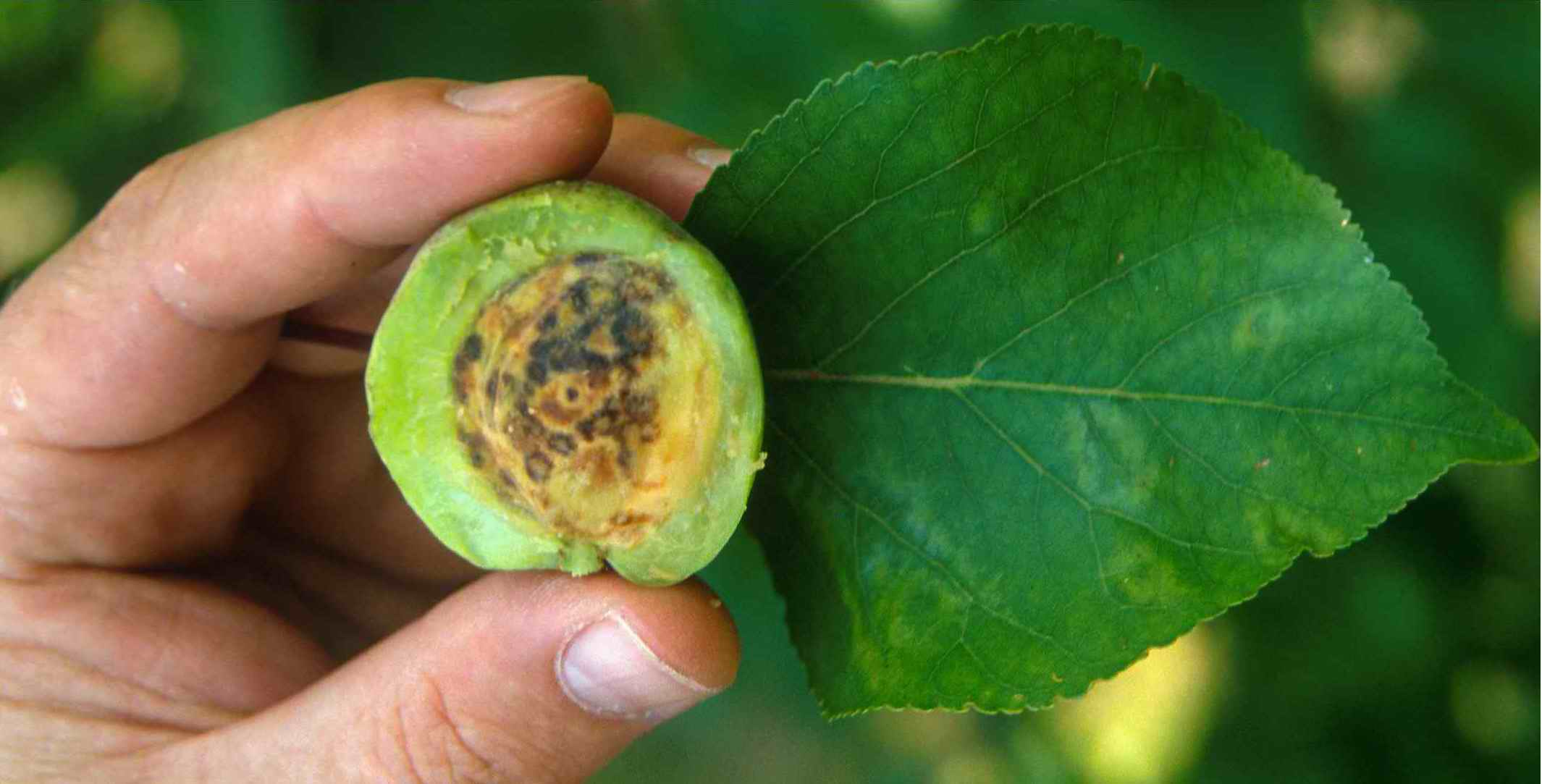
Scharka-Krankheit an einer Aprikose (Prunus armeniaca)

In Mitteleuropa werden zahlreiche fremdländische Prunus-Arten aufgrund ihrer dekorativen Blätter, Blüten oder Zweige, zum Teil auch aufgrund ihrer Wuchsform, als Zierpflanzen genutzt. Sie werden in Parks, Gärten und an Straßen angepflanzt. In Japan spielt das Kirschblütenfest Hanami eine wichtige kulturelle Rolle.
Von vielen Arten und Züchtungen werden die Früchte als Obst und zur Herstellung von Spirituosen genutzt, beispielsweise Süß-, Sauerkirschen, Zwetschgen, Mirabellen. Von Mandeln werden die Kerne genutzt. Einige Arten liefern schönes Holz, beispielsweise Kirschholz. In einigen Gegenden sind verschiedene Arten landschaftsprägend, so wird das Schlehengäu nach der dort häufig wild wachsenden Schlehe benannt. Bei einigen Arten wurden die medizinischen Wirkungen untersucht.

## Krankheiten
Verschiedene Krankheiten treten bei mehreren Untergattungen auf. Dazu zählen:
- die Europäische Steinobstvergilbung (Aprikose, Pflaume, Pfirsich)[23]
- die Narrenkrankheit (Taphrina pruni: Pflaumen, Traubenkirschen, Aprikose)

Zu hoher Kalkgehalt des Bodens kann vor allem bei Pfirsichen auf arteigener Unterlage Gelbsucht (Chlorose) durch Eisenmangel auslösen. Übermäßige Wasserzufuhr bzw. Staunässe lösen besonders bei Pfirsich und Marille (Aprikose) Gummifluss aus.
Für Prunus-Arten sind viele Viren nachgewiesen. Diese werden meist durch Pfropfung übertragen, aber auch durch Wurzelkontakt, mechanische Übertragung, Blattläuse und selten Nematoden.
- Ringfleck-Viren der Kirsche verursachen bei vielen Arten Blattflecken, -vergilbung, -nekrosen und -enationen, sowie Knospenverkümmerung und sonstige Gestaltsveränderungen, die von örtlichen Rindennekrosen und darauf folgendem Gummifluss begleitet werden (Stecklenberger Krankheit, Weidenblättrigkeit der Pflaume, Triebstauchung des Pfirsichs).
- Das Pflaumenbandmosaik-Virus ruft Blattflecken bei vielen Arten hervor.
- Das Tomatenschwarzringflecken-Virus führt bei Kirschen, Pfirsich und Mandel zu Blattflecken, Triebstauchungen und einer Gesamtschädigung.
- Das Himbeerringflecken-Virus löst die gleichen Symptome aus (Pfeffinger Krankheit der Kirschen).
- Das Scharka-Virus löst die Scharka-Krankheit der Pflaume aus, die neben Pflaumen auch Aprikose und Pfirsich befällt und zu Blattflecken und Fruchtschäden führt.
- Ebenfalls Blattflecken und Fruchtschäden ruft das Virus der Grünen Ringscheckung bei Kirschen, Zierkirschen, Pfirsich und Aprikose und das Linienmosaik-Virus bei Pflaume, Mandel und Pfirsich hervor.
- Das Blattroll-Virus schädigt die Blätter und beeinträchtigt darüber hinaus die gesamte Pflanze. Es tritt vor allem bei Kirschen und Pfirsichen auf.
- Das Virus der Ungarischen Raublättrigkeit, das Arabis-Mosaikvirus sowie die Viren des Verderblichen und des Schwarzen Zweigkrebses sind bislang nur bei Süß-Kirschen nachgewiesen.
- Das Rindenrissigkeits-Virus befällt Süß-Kirsche und Pflaume.
- Das Virus der Zierkirschenstauche ist in Süß-Kirsche und Japanischer Blütenkirsche zu finden.
- Das Apoplexis-Virus befällt Pfirsich und Aprikose, bei denen es nach vorzeitigem Austreiben einzelne Äste oder die gesamte Pflanze absterben lässt.
- Das Kleinfrüchtigkeits-Virus und das Albino-Virus führen bei vielen Arten zu unterentwickelten Früchten. Bestimmte Sorten von Prunus serrulata und Prunus erecta weisen trotz Infektion mit dem Virus keine Symptome auf und dienen so als Infektionsreservoir.

Viele bei Kirschen und Pflaumen auftretende Viren wurden erst durch die Übertragung auf andere Pflanzenarten entdeckt. Die Anfälligkeit von Pflaumen und Kirschen für Viren variiert je nach Sorte.
Unter den bakteriellen Erkrankungen ist die durch Pseudomonas mors-prunorum ausgelöste Vergilbungsbakteriose, die zur Vergilbung und Kräuselung der Blätter führt, besonders erwähnenswert, sowie der Blätter und Sprossen schädigende Bakterienbrand, der von Pseudomonas syringae hervorgerufen wird. Agrobacterium tumefaciens kann bei Süß-Kirsche und Felsen-Kirsche, Haus-Pflaume, Edel-Pflaume und Kirsch-Pflaume sowie Pfirsich, Aprikose und Mandel an bodennahen Teilen von Wurzeln und Stamm erbsen- bis faustgroße Wucherungen mit schwammiger Struktur, die als Wurzelkropf bezeichnet werden, erzeugen.
Synchytrium aureum ruft bei jungen Schlehen Warzen an Stängeln und Blättern hervor.

## Weiterführende Literatur
- S.-W. Chin et al.: Diversification of almonds, peaches, plums and cherries – Molecular systematics and biogeographic history of Prunus (Rosaceae). In: Molec. Phylogenet. Evol. Volume 76, 2014, S. 34–48.
- S. Shi et al.: Phylogeny and classification of Prunus sensu lato (Rosaceae). In: J. Integr. Pl. Biol. Volume 55, 2013, S. 1069–1079.